# 莲花田水库
莲花田水库是中国云南省曲靖市陆良县境内的一座水库，位于芳华河上，建于1972年。水库正常库容为1758万立方米，集雨面积为67平方千米，海拔为1962米。